# Mistrovství světa v házené žen 2023
Mistrovství světa v házené žen 2023 představovalo 26. ročník ženského světového šampionátu v házené, který probíhal od 29. listopadu do 17. prosince 2023.

## Dějiště
Společné pořadatelství tří skandinávských zemí zahrnuje šest dějišť.
| Herning                           | Frederikshavn Herning Stavanger Göteborg Trondheim Helsingborg Pořadatelská města MS v házené žen 2023 | Frederikshavn                      |
| --------------------------------- | --- | ---------------------------------- |
| Jyske Bank Boxen kapacita: 15 000 | Frederikshavn Herning Stavanger Göteborg Trondheim Helsingborg Pořadatelská města MS v házené žen 2023 | Arena Nord kapacita: 2 800         |
|                                   | Frederikshavn Herning Stavanger Göteborg Trondheim Helsingborg Pořadatelská města MS v házené žen 2023 |                                    |
| Stavanger                         | Frederikshavn Herning Stavanger Göteborg Trondheim Helsingborg Pořadatelská města MS v házené žen 2023 | Trondheim                          |
| DNB Arena kapacita: 5 000         | Frederikshavn Herning Stavanger Göteborg Trondheim Helsingborg Pořadatelská města MS v házené žen 2023 | Trondheim Spektrum kapacita: 8 800 |
|                                   | Frederikshavn Herning Stavanger Göteborg Trondheim Helsingborg Pořadatelská města MS v házené žen 2023 |                                    |
| Helsingborg                       | Frederikshavn Herning Stavanger Göteborg Trondheim Helsingborg Pořadatelská města MS v házené žen 2023 | Göteborg                           |
| Helsingborg Arena kapacita: 5 500 | Frederikshavn Herning Stavanger Göteborg Trondheim Helsingborg Pořadatelská města MS v házené žen 2023 | Scandinavium kapacita: 12 000      |
|                                   | Frederikshavn Herning Stavanger Göteborg Trondheim Helsingborg Pořadatelská města MS v házené žen 2023 |                                    |

## Základní skupiny
Všechny časy jsou místní (UTC+1).

### Skupina A
| Poř. | tým        | Z | V | R | P | VB | OB | +/− | B | výsledek                 |
| ---- | ---------- | - | - | - | - | -- | -- | --- | - | ------------------------ |
| 1.   | Švédsko    | 3 | 3 | 0 | 0 | 84 | 59 | +25 | 6 | postup do hlavní skupiny |
| 2.   | Chorvatsko | 3 | 1 | 1 | 1 | 78 | 57 | +21 | 3 | postup do hlavní skupiny |
| 3.   | Senegal    | 3 | 1 | 1 | 1 | 62 | 63 | -1  | 3 | postup do hlavní skupiny |
| 4.   | Čína       | 3 | 0 | 0 | 3 | 52 | 97 | -45 | 0 | Prezidentský pohár       |

| 1. prosince 2023 18:00 | Chorvatsko | 22–22  | Senegal   | Scandinavium, Göteborg Počet diváků: 4 004 Rozhodčí: Mads Hansen, Jesper Madsen |
| 1. prosince 2023 18:00 | Barišić 8  | (9–11) | Camara 10 | Scandinavium, Göteborg Počet diváků: 4 004 Rozhodčí: Mads Hansen, Jesper Madsen |
| 1. prosince 2023 18:00 | 2× 1×      | Report | 1×        | Scandinavium, Göteborg Počet diváků: 4 004 Rozhodčí: Mads Hansen, Jesper Madsen |

| 1. prosince 2023 20:30 | Švédsko   | 36–24  | Čína     | Scandinavium, Göteborg Počet diváků: 8 407 Rozhodčí: Andrej Budzák, Michal Záhradník |
| 1. prosince 2023 20:30 | Koppang 6 | (22–8) | Yuting 6 | Scandinavium, Göteborg Počet diváků: 8 407 Rozhodčí: Andrej Budzák, Michal Záhradník |
| 1. prosince 2023 20:30 | 1×        | Report |          | Scandinavium, Göteborg Počet diváků: 8 407 Rozhodčí: Andrej Budzák, Michal Záhradník |

| 3. prosince 2023 15:30 | Chorvatsko   | 39–13  | Čína       | Scandinavium, Göteborg Počet diváků: 3 061 Rozhodčí: Bruna Correa, Renata Correa |
| 3. prosince 2023 15:30 | pět hráček 5 | (19–7) | Xiaoqing 4 | Scandinavium, Göteborg Počet diváků: 3 061 Rozhodčí: Bruna Correa, Renata Correa |
| 3. prosince 2023 15:30 | 2× 1×        | Report | 2×         | Scandinavium, Göteborg Počet diváků: 3 061 Rozhodčí: Bruna Correa, Renata Correa |

| 3. prosince 2023 18:00 | Senegal | 18–26   | Švédsko   | Scandinavium, Göteborg Počet diváků: 7 098 Rozhodčí: Cristina Lovin, Simona Stancu |
| 3. prosince 2023 18:00 | Sagna 8 | (12–14) | Roberts 6 | Scandinavium, Göteborg Počet diváků: 7 098 Rozhodčí: Cristina Lovin, Simona Stancu |
| 3. prosince 2023 18:00 | 2× 1×   | Report  | 2×        | Scandinavium, Göteborg Počet diváků: 7 098 Rozhodčí: Cristina Lovin, Simona Stancu |

| 5. prosince 2023 18:00 | Čína       | 15–22  | Senegal | Scandinavium, Göteborg Počet diváků: 3 714 Rozhodčí: Georgi Dynchinov, Yulian Goretsov |
| 5. prosince 2023 18:00 | Mengqing 4 | (9–9)  | Sagna 8 | Scandinavium, Göteborg Počet diváků: 3 714 Rozhodčí: Georgi Dynchinov, Yulian Goretsov |
| 5. prosince 2023 18:00 | 2× 1×      | Report |         | Scandinavium, Göteborg Počet diváků: 3 714 Rozhodčí: Georgi Dynchinov, Yulian Goretsov |

| 5. prosince 2023 20:30 | Švédsko   | 22–17  | Chorvatsko | Scandinavium, Göteborg Počet diváků: 8 538 Rozhodčí: Tanja Kuttler, Maike Merz |
| 5. prosince 2023 20:30 | Carlson 6 | (9–7)  | Šimara 5   | Scandinavium, Göteborg Počet diváků: 8 538 Rozhodčí: Tanja Kuttler, Maike Merz |
| 5. prosince 2023 20:30 | 3× 1×     | Report | 4×         | Scandinavium, Göteborg Počet diváků: 8 538 Rozhodčí: Tanja Kuttler, Maike Merz |

### Skupina B
| Poř. | tým        | Z | V | R | P | VB | OB  | +/− | B | výsledek                 |
| ---- | ---------- | - | - | - | - | -- | --- | --- | - | ------------------------ |
| 1.   | Černá Hora | 3 | 3 | 0 | 0 | 90 | 55  | +35 | 6 | postup do hlavní skupiny |
| 2.   | Maďarsko   | 3 | 2 | 0 | 1 | 92 | 56  | +36 | 4 | postup do hlavní skupiny |
| 3.   | Kamerun    | 3 | 1 | 0 | 2 | 57 | 87  | -30 | 2 | postup do hlavní skupiny |
| 4.   | Paraguay   | 3 | 0 | 0 | 3 | 61 | 102 | -41 | 0 | Prezidentský pohár       |

| 30. listopadu 2023 18:00 | Černá Hora  | 25–11  | Kamerun | Helsingborg Arena, Helsingborg Počet diváků: 731 Rozhodčí: Maike Merz, Tanja Kuttler |
| 30. listopadu 2023 18:00 | Pavićević 5 | (13–2) | Ateba 5 | Helsingborg Arena, Helsingborg Počet diváků: 731 Rozhodčí: Maike Merz, Tanja Kuttler |
| 30. listopadu 2023 18:00 | 3×          | Report | 2× 1×   | Helsingborg Arena, Helsingborg Počet diváků: 731 Rozhodčí: Maike Merz, Tanja Kuttler |

| 30. listopadu 2023 20:30 | Maďarsko           | 35–12  | Paraguay          | Helsingborg Arena, Helsingborg Počet diváků: 398 Rozhodčí: Bruna Correa, Renata Correa |
| 30. listopadu 2023 20:30 | Klujber, Schatzl 5 | (15–6) | Acuña, Portillo 4 | Helsingborg Arena, Helsingborg Počet diváků: 398 Rozhodčí: Bruna Correa, Renata Correa |
| 30. listopadu 2023 20:30 | 1×                 | Report | 1× 2×             | Helsingborg Arena, Helsingborg Počet diváků: 398 Rozhodčí: Bruna Correa, Renata Correa |

| 2. prosince 2023 18:00 | Paraguay | 26–41   | Černá Hora  | Helsingborg Arena, Helsingborg Počet diváků: 964 Rozhodčí: Georgi Dynchinov, Yulian Goretsov |
| 2. prosince 2023 18:00 | Acuña 5  | (15–17) | Pavićević 9 | Helsingborg Arena, Helsingborg Počet diváků: 964 Rozhodčí: Georgi Dynchinov, Yulian Goretsov |
| 2. prosince 2023 18:00 | 1×       | Report  | 1×          | Helsingborg Arena, Helsingborg Počet diváků: 964 Rozhodčí: Georgi Dynchinov, Yulian Goretsov |

| 2. prosince 2023 20:30 | Maďarsko  | 39–20  | Kamerun | Helsingborg Arena, Helsingborg Počet diváků: 589 Rozhodčí: Andrej Budzák, Michal Záhradník |
| 2. prosince 2023 20:30 | Klujber 7 | (18–8) | Nnomo 6 | Helsingborg Arena, Helsingborg Počet diváků: 589 Rozhodčí: Andrej Budzák, Michal Záhradník |
| 2. prosince 2023 20:30 | 2×        | Report | 3×      | Helsingborg Arena, Helsingborg Počet diváků: 589 Rozhodčí: Andrej Budzák, Michal Záhradník |

| 4. prosince 2023 18:00 | Kamerun         | 26–23   | Paraguay  | Helsingborg Arena, Helsingborg Počet diváků: 689 Rozhodčí: Cristina Lovin, Simona Stancu |
| 4. prosince 2023 18:00 | Ebanga Baboga 9 | (12–12) | Insfrán 7 | Helsingborg Arena, Helsingborg Počet diváků: 689 Rozhodčí: Cristina Lovin, Simona Stancu |
| 4. prosince 2023 18:00 | 7×              | Report  | 2×        | Helsingborg Arena, Helsingborg Počet diváků: 689 Rozhodčí: Cristina Lovin, Simona Stancu |

| 4. prosince 2023 20:30 | Černá Hora | 24–18  | Maďarsko     | Helsingborg Arena, Helsingborg Počet diváků: 1 056 Rozhodčí: Mads Hansen, Jesper Madsen |
| 4. prosince 2023 20:30 | Mugoša 8   | (7–10) | tři hráčky 3 | Helsingborg Arena, Helsingborg Počet diváků: 1 056 Rozhodčí: Mads Hansen, Jesper Madsen |
| 4. prosince 2023 20:30 | 4× 1×      | Report | 4× 1×        | Helsingborg Arena, Helsingborg Počet diváků: 1 056 Rozhodčí: Mads Hansen, Jesper Madsen |

### Skupina C
| Poř. | tým         | Z | V | R | P | VB  | OB  | +/− | B | výsledek                 |
| ---- | ----------- | - | - | - | - | --- | --- | --- | - | ------------------------ |
| 1.   | Norsko      | 3 | 3 | 0 | 0 | 121 | 62  | +59 | 6 | postup do hlavní skupiny |
| 2.   | Rakousko    | 3 | 2 | 0 | 1 | 101 | 97  | +4  | 4 | postup do hlavní skupiny |
| 3.   | Jižní Korea | 3 | 1 | 0 | 2 | 79  | 79  | 0   | 2 | postup do hlavní skupiny |
| 4.   | Grónsko     | 3 | 0 | 0 | 3 | 50  | 113 | -63 | 0 | Prezidentský pohár       |

| 29. listopadu 2023 18:00 | Jižní Korea | 29–30   | Rakousko | DNB Arena, Stavanger Počet diváků: 2 104 Rozhodčí: Vladimir Jovandić, Marko Sekulić |
| 29. listopadu 2023 18:00 | Woo 11      | (12–16) | Pandza 8 | DNB Arena, Stavanger Počet diváků: 2 104 Rozhodčí: Vladimir Jovandić, Marko Sekulić |
| 29. listopadu 2023 18:00 | 5× 1×       | Report  | 3×       | DNB Arena, Stavanger Počet diváků: 2 104 Rozhodčí: Vladimir Jovandić, Marko Sekulić |

| 29. listopadu 2023 20:30 | Norsko   | 43–11  | Grónsko  | DNB Arena, Stavanger Počet diváků: 3 345 Rozhodčí: Mariana García, María Paolantoni |
| 29. listopadu 2023 20:30 | Herrem 7 | (19–7) | Bjerge 4 | DNB Arena, Stavanger Počet diváků: 3 345 Rozhodčí: Mariana García, María Paolantoni |
| 29. listopadu 2023 20:30 | 1×       | Report | 2×       | DNB Arena, Stavanger Počet diváků: 3 345 Rozhodčí: Mariana García, María Paolantoni |

| 1. prosince 2023 18:00 | Jižní Korea      | 27–16  | Grónsko    | DNB Arena, Stavanger Počet diváků: 2 141 Rozhodčí: Yasmina El-Saied, Heidy El-Saied |
| 1. prosince 2023 18:00 | Bo-eun, Bit-na 4 | (15–6) | Rothberg 4 | DNB Arena, Stavanger Počet diváků: 2 141 Rozhodčí: Yasmina El-Saied, Heidy El-Saied |
| 1. prosince 2023 18:00 | 2× 1×            | Report | 3×         | DNB Arena, Stavanger Počet diváků: 2 141 Rozhodčí: Yasmina El-Saied, Heidy El-Saied |

| 1. prosince 2023 20:30 | Rakousko  | 28–45   | Norsko     | DNB Arena, Stavanger Počet diváků: 3 451 Rozhodčí: Javier Álvarez, Ion Bustamante |
| 1. prosince 2023 20:30 | Ivančok 6 | (12–21) | Reistad 10 | DNB Arena, Stavanger Počet diváků: 3 451 Rozhodčí: Javier Álvarez, Ion Bustamante |
| 1. prosince 2023 20:30 | 1×        | Report  | 5× 1×      | DNB Arena, Stavanger Počet diváků: 3 451 Rozhodčí: Javier Álvarez, Ion Bustamante |

| 3. prosince 2023 18:00 | Grónsko          | 23–43   | Rakousko | DNB Arena, Stavanger Počet diváků: 1 850 Rozhodčí: Amar Konjičanin, Dino Konjičanin |
| 3. prosince 2023 18:00 | Bjerge, Hansen 5 | (13–20) | Pandza 8 | DNB Arena, Stavanger Počet diváků: 1 850 Rozhodčí: Amar Konjičanin, Dino Konjičanin |
| 3. prosince 2023 18:00 | 3×               | Report  | 3×       | DNB Arena, Stavanger Počet diváků: 1 850 Rozhodčí: Amar Konjičanin, Dino Konjičanin |

| 3. prosince 2023 20:30 | Norsko   | 33–23   | Jižní Korea | DNB Arena, Stavanger Počet diváků: 3 456 Rozhodčí: Cristian Lemes, Mathias Sosa |
| 3. prosince 2023 20:30 | Herrem 7 | (20–11) | Eun-joo 6   | DNB Arena, Stavanger Počet diváků: 3 456 Rozhodčí: Cristian Lemes, Mathias Sosa |
| 3. prosince 2023 20:30 | 2×       | Report  | 2× 1×       | DNB Arena, Stavanger Počet diváků: 3 456 Rozhodčí: Cristian Lemes, Mathias Sosa |

### Skupina D
| Poř. | tým       | Z | V | R | P | VB | OB | +/− | B | výsledek                 |
| ---- | --------- | - | - | - | - | -- | -- | --- | - | ------------------------ |
| 1.   | Francie   | 3 | 3 | 0 | 0 | 92 | 78 | +14 | 6 | postup do hlavní skupiny |
| 2.   | Slovinsko | 3 | 2 | 0 | 1 | 87 | 79 | +8  | 4 | postup do hlavní skupiny |
| 3.   | Angola    | 3 | 0 | 1 | 2 | 79 | 86 | -7  | 1 | postup do hlavní skupiny |
| 4.   | Island    | 3 | 0 | 1 | 2 | 72 | 87 | -15 | 1 | Prezidentský pohár       |

| 30. listopadu 2023 18:00 | Slovinsko | 30–24   | Island       | DNB Arena, Stavanger Počet diváků: 750 Rozhodčí: Cristian Lemes, Mathias Sosa |
| 30. listopadu 2023 18:00 | Ljepoja 8 | (16–13) | tři hráčky 5 | DNB Arena, Stavanger Počet diváků: 750 Rozhodčí: Cristian Lemes, Mathias Sosa |
| 30. listopadu 2023 18:00 | 4×        | Report  | 4× 1×        | DNB Arena, Stavanger Počet diváků: 750 Rozhodčí: Cristian Lemes, Mathias Sosa |

| 30. listopadu 2023 20:30 | Francie               | 30–29   | Angola   | DNB Arena, Stavanger Počet diváků: 1 830 Rozhodčí: Amar Konjičanin, Dino Konjičanin |
| 30. listopadu 2023 20:30 | Toublanc, Valentini 6 | (18–15) | Guialo 6 | DNB Arena, Stavanger Počet diváků: 1 830 Rozhodčí: Amar Konjičanin, Dino Konjičanin |
| 30. listopadu 2023 20:30 | 3×                    | Report  | 5×       | DNB Arena, Stavanger Počet diváků: 1 830 Rozhodčí: Amar Konjičanin, Dino Konjičanin |

| 2. prosince 2023 15:30 | Slovinsko | 30–24   | Angola   | DNB Arena, Stavanger Počet diváků: 816 Rozhodčí: Mariana García, María Paolantoni |
| 2. prosince 2023 15:30 | Varagić 5 | (14–11) | Guialo 6 | DNB Arena, Stavanger Počet diváků: 816 Rozhodčí: Mariana García, María Paolantoni |
| 2. prosince 2023 15:30 | 4× 2×     | Report  | 5× 1×    | DNB Arena, Stavanger Počet diváků: 816 Rozhodčí: Mariana García, María Paolantoni |

| 2. prosince 2023 18:00 | Island          | 22–31   | Francie          | DNB Arena, Stavanger Počet diváků: 2 414 Rozhodčí: Vladimir Jovandić, Marko Sekulić |
| 2. prosince 2023 18:00 | Erlingsdóttir 7 | (10–20) | Bouktit, Kanor 5 | DNB Arena, Stavanger Počet diváků: 2 414 Rozhodčí: Vladimir Jovandić, Marko Sekulić |
| 2. prosince 2023 18:00 | 2× 1×           | Report  | 3×               | DNB Arena, Stavanger Počet diváků: 2 414 Rozhodčí: Vladimir Jovandić, Marko Sekulić |

| 4. prosince 2023 18:00 | Angola    | 26–26   | Island          | DNB Arena, Stavanger Počet diváků: 854 Rozhodčí: Yasmina El-Saied, Heidy El-Saied |
| 4. prosince 2023 18:00 | Gabriel 6 | (15–14) | Erlingsdóttir 6 | DNB Arena, Stavanger Počet diváků: 854 Rozhodčí: Yasmina El-Saied, Heidy El-Saied |
| 4. prosince 2023 18:00 | 3×        | Report  | 2× 1×           | DNB Arena, Stavanger Počet diváků: 854 Rozhodčí: Yasmina El-Saied, Heidy El-Saied |

| 4. prosince 2023 21:30 | Francie     | 31–27   | Slovinsko | DNB Arena, Stavanger Počet diváků: 883 Rozhodčí: Javier Álvarez, Ion Bustamante |
| 4. prosince 2023 21:30 | Grandveau 6 | (17–15) | Stanko 7  | DNB Arena, Stavanger Počet diváků: 883 Rozhodčí: Javier Álvarez, Ion Bustamante |
| 4. prosince 2023 21:30 | 1×          | Report  | 5× 1×     | DNB Arena, Stavanger Počet diváků: 883 Rozhodčí: Javier Álvarez, Ion Bustamante |

### Skupina E
| Poř. | tým      | Z | V | R | P | VB  | OB  | +/− | B | výsledek                 |
| ---- | -------- | - | - | - | - | --- | --- | --- | - | ------------------------ |
| 1.   | Dánsko   | 3 | 3 | 0 | 0 | 110 | 55  | +55 | 6 | postup do hlavní skupiny |
| 2.   | Rumunsko | 3 | 2 | 0 | 1 | 104 | 86  | +18 | 4 | postup do hlavní skupiny |
| 3.   | Srbsko   | 3 | 1 | 0 | 2 | 79  | 78  | +1  | 2 | postup do hlavní skupiny |
| 4.   | Chile    | 3 | 0 | 0 | 3 | 46  | 120 | -74 | 0 | Prezidentský pohár       |

| 1. prosince 2023 18:00 | Rumunsko   | 44–19  | Chile         | Jyske Bank Boxen, Herning Počet diváků: 9 582 Rozhodčí: Cheng Yufeng, Zhou Yunle |
| 1. prosince 2023 18:00 | Buceschi 6 | (25–6) | Parra, Paul 4 | Jyske Bank Boxen, Herning Počet diváků: 9 582 Rozhodčí: Cheng Yufeng, Zhou Yunle |
| 1. prosince 2023 18:00 | 3×         | Report | 1×            | Jyske Bank Boxen, Herning Počet diváků: 9 582 Rozhodčí: Cheng Yufeng, Zhou Yunle |

| 1. prosince 2023 20:30 | Dánsko             | 25–21   | Srbsko       | Jyske Bank Boxen, Herning Počet diváků: 12 389 Rozhodčí: Alexei Covalciuc, Igor Covalciuc |
| 1. prosince 2023 20:30 | Friis, Jørgensen 5 | (10–12) | tři hráčky 5 | Jyske Bank Boxen, Herning Počet diváků: 12 389 Rozhodčí: Alexei Covalciuc, Igor Covalciuc |
| 1. prosince 2023 20:30 | 1×                 | Report  | 7× 1×        | Jyske Bank Boxen, Herning Počet diváků: 12 389 Rozhodčí: Alexei Covalciuc, Igor Covalciuc |

| 3. prosince 2023 18:00 | Rumunsko   | 37–28   | Srbsko                | Jyske Bank Boxen, Herning Počet diváků: 5 907 Rozhodčí: Koo Bo-ok, Lee Se-ok |
| 3. prosince 2023 18:00 | Buceschi 8 | (19–13) | Jovović, Laništanin 5 | Jyske Bank Boxen, Herning Počet diváků: 5 907 Rozhodčí: Koo Bo-ok, Lee Se-ok |
| 3. prosince 2023 18:00 | 2×         | Report  | 2× 3×                 | Jyske Bank Boxen, Herning Počet diváků: 5 907 Rozhodčí: Koo Bo-ok, Lee Se-ok |

| 3. prosince 2023 20:30 | Chile          | 11–46  | Dánsko      | Jyske Bank Boxen, Herning Počet diváků: 7 622 Rozhodčí: Anđelina Kažanegra, Jelena Vujačić |
| 3. prosince 2023 20:30 | Lovera, Paul 3 | (5–20) | Scaglione 7 | Jyske Bank Boxen, Herning Počet diváků: 7 622 Rozhodčí: Anđelina Kažanegra, Jelena Vujačić |
| 3. prosince 2023 20:30 | 1×             | Report | 4×          | Jyske Bank Boxen, Herning Počet diváků: 7 622 Rozhodčí: Anđelina Kažanegra, Jelena Vujačić |

| 5. prosince 2023 18:00 | Srbsko     | 30–16  | Chile     | Jyske Bank Boxen, Herning Počet diváků: 7 438 Rozhodčí: Maali Al-Enezi, Dalal Al-Naseem |
| 5. prosince 2023 18:00 | Stamenić 7 | (10–6) | Álvarez 4 | Jyske Bank Boxen, Herning Počet diváků: 7 438 Rozhodčí: Maali Al-Enezi, Dalal Al-Naseem |
| 5. prosince 2023 18:00 | 3× 1×      | Report | 2×        | Jyske Bank Boxen, Herning Počet diváků: 7 438 Rozhodčí: Maali Al-Enezi, Dalal Al-Naseem |

| 5. prosince 2023 20:30 | Dánsko       | 39–23   | Rumunsko     | Jyske Bank Boxen, Herning Počet diváků: 10 788 Rozhodčí: Bojan Lah, David Sok |
| 5. prosince 2023 20:30 | Jørgensen 10 | (21–10) | Lixăndroiu 5 | Jyske Bank Boxen, Herning Počet diváků: 10 788 Rozhodčí: Bojan Lah, David Sok |
| 5. prosince 2023 20:30 | 3× 1×        | Report  | 3× 1×        | Jyske Bank Boxen, Herning Počet diváků: 10 788 Rozhodčí: Bojan Lah, David Sok |

### Skupina F
| Poř. | tým      | Z | V | R | P | VB  | OB  | +/− | B | výsledek                 |
| ---- | -------- | - | - | - | - | --- | --- | --- | - | ------------------------ |
| 1.   | Německo  | 3 | 3 | 0 | 0 | 109 | 69  | +40 | 6 | postup do hlavní skupiny |
| 2.   | Polsko   | 3 | 2 | 0 | 1 | 84  | 78  | +6  | 4 | postup do hlavní skupiny |
| 3.   | Japonsko | 3 | 1 | 0 | 2 | 102 | 73  | +29 | 2 | postup do hlavní skupiny |
| 4.   | Írán     | 3 | 0 | 0 | 3 | 47  | 122 | -75 | 0 | Prezidentský pohár       |

| 30. listopadu 2023 18:00 | Německo     | 31–30   | Japonsko  | Jyske Bank Boxen, Herning Počet diváků: 1 237 Rozhodčí: Yann Carmaux, Julien Mursch |
| 30. listopadu 2023 18:00 | Grijseels 7 | (18–17) | Aizawa 10 | Jyske Bank Boxen, Herning Počet diváků: 1 237 Rozhodčí: Yann Carmaux, Julien Mursch |
| 30. listopadu 2023 18:00 | 4× 2×       | Report  | 2×        | Jyske Bank Boxen, Herning Počet diváků: 1 237 Rozhodčí: Yann Carmaux, Julien Mursch |

| 30. listopadu 2023 20:30 | Polsko          | 35–15  | Írán     | Jyske Bank Boxen, Herning Počet diváků: 1 405 Rozhodčí: Kristóf Altmár, Márton Horváth |
| 30. listopadu 2023 20:30 | Balsam, Nocuń 6 | (18–8) | Merikh 6 | Jyske Bank Boxen, Herning Počet diváků: 1 405 Rozhodčí: Kristóf Altmár, Márton Horváth |
| 30. listopadu 2023 20:30 | 3× 1×           | Report | 2× 1×    | Jyske Bank Boxen, Herning Počet diváků: 1 405 Rozhodčí: Kristóf Altmár, Márton Horváth |

| 2. prosince 2023 18:00 | Írán     | 22–45   | Německo         | Jyske Bank Boxen, Herning Počet diváků: 1 332 Rozhodčí: Novica Mitrović, Miljan Vešović |
| 2. prosince 2023 18:00 | Merikh 8 | (12–25) | Stockschläder 8 | Jyske Bank Boxen, Herning Počet diváků: 1 332 Rozhodčí: Novica Mitrović, Miljan Vešović |
| 2. prosince 2023 18:00 | 4×       | Report  | 4× 1×           | Jyske Bank Boxen, Herning Počet diváků: 1 332 Rozhodčí: Novica Mitrović, Miljan Vešović |

| 2. prosince 2023 20:30 | Polsko        | 32–30   | Japonsko | Jyske Bank Boxen, Herning Počet diváků: 1 490 Rozhodčí: Bojan Lah, David Sok |
| 2. prosince 2023 20:30 | Kobylińska 11 | (15–15) | Sasaki 6 | Jyske Bank Boxen, Herning Počet diváků: 1 490 Rozhodčí: Bojan Lah, David Sok |
| 2. prosince 2023 20:30 | 5×            | Report  | 2× 1×    | Jyske Bank Boxen, Herning Počet diváků: 1 490 Rozhodčí: Bojan Lah, David Sok |

| 4. prosince 2023 18:00 | Japonsko     | 42–10  | Írán               | Jyske Bank Boxen, Herning Počet diváků: 636 Rozhodčí: Denis Bolic, Christoph Hurich |
| 4. prosince 2023 18:00 | tři hráčky 5 | (20–3) | Koudzarifarahani 3 | Jyske Bank Boxen, Herning Počet diváků: 636 Rozhodčí: Denis Bolic, Christoph Hurich |
| 4. prosince 2023 18:00 | 4×           | Report | 3×                 | Jyske Bank Boxen, Herning Počet diváků: 636 Rozhodčí: Denis Bolic, Christoph Hurich |

| 4. prosince 2023 20:30 | Německo     | 33–17   | Polsko       | Jyske Bank Boxen, Herning Počet diváků: 1 021 Rozhodčí: Alexei Covalciuc, Igor Covalciuc |
| 4. prosince 2023 20:30 | Grijseels 7 | (19–10) | Kobylińska 3 | Jyske Bank Boxen, Herning Počet diváků: 1 021 Rozhodčí: Alexei Covalciuc, Igor Covalciuc |
| 4. prosince 2023 20:30 | 5×          | Report  | 4×           | Jyske Bank Boxen, Herning Počet diváků: 1 021 Rozhodčí: Alexei Covalciuc, Igor Covalciuc |

### Skupina G
| Poř. | tým        | Z | V | R | P | VB  | OB  | +/− | B | výsledek                 |
| ---- | ---------- | - | - | - | - | --- | --- | --- | - | ------------------------ |
| 1.   | Španělsko  | 3 | 3 | 0 | 0 | 93  | 62  | +31 | 6 | postup do hlavní skupiny |
| 2.   | Brazílie   | 3 | 2 | 0 | 1 | 106 | 62  | +44 | 4 | postup do hlavní skupiny |
| 3.   | Ukrajina   | 3 | 1 | 0 | 2 | 77  | 91  | -14 | 2 | postup do hlavní skupiny |
| 4.   | Kazachstán | 3 | 0 | 0 | 3 | 56  | 117 | -61 | 0 | Prezidentský pohár       |

| 29. listopadu 2023 18:00 | Brazílie          | 35–20   | Ukrajina           | Arena Nord, Frederikshavn Počet diváků: 500 Rozhodčí: Lee Se-ok, Koo Bo-ok |
| 29. listopadu 2023 18:00 | Costa, de Paula 7 | (17–10) | Poliak, Smbatian 4 | Arena Nord, Frederikshavn Počet diváků: 500 Rozhodčí: Lee Se-ok, Koo Bo-ok |
| 29. listopadu 2023 18:00 | 3×                | Report  | 3×                 | Arena Nord, Frederikshavn Počet diváků: 500 Rozhodčí: Lee Se-ok, Koo Bo-ok |

| 29. listopadu 2023 20:30 | Španělsko    | 34–17  | Kazachstán | Arena Nord, Frederikshavn Počet diváků: 200 Rozhodčí: Maali Al-Enezi, Dalal Al-Naseem |
| 29. listopadu 2023 20:30 | tři hráčky 5 | (14–8) | Radayeva 5 | Arena Nord, Frederikshavn Počet diváků: 200 Rozhodčí: Maali Al-Enezi, Dalal Al-Naseem |
| 29. listopadu 2023 20:30 | 2×           | Report | 2×         | Arena Nord, Frederikshavn Počet diváků: 200 Rozhodčí: Maali Al-Enezi, Dalal Al-Naseem |

| 1. prosince 2023 18:00 | Kazachstán | 15–46  | Brazílie            | Arena Nord, Frederikshavn Počet diváků: 473 Rozhodčí: Denis Bolic, Christoph Hurich |
| 1. prosince 2023 18:00 | Radayeva 4 | (5–25) | Cardoso de Castro 8 | Arena Nord, Frederikshavn Počet diváků: 473 Rozhodčí: Denis Bolic, Christoph Hurich |
| 1. prosince 2023 18:00 | 1×         | Report | 1×                  | Arena Nord, Frederikshavn Počet diváků: 473 Rozhodčí: Denis Bolic, Christoph Hurich |

| 1. prosince 2023 20:30 | Španělsko  | 32–20   | Ukrajina   | Arena Nord, Frederikshavn Počet diváků: 153 Rozhodčí: Yousef Belkhiri, Sid Ali Hamidi |
| 1. prosince 2023 20:30 | González 6 | (16–12) | Smbatian 7 | Arena Nord, Frederikshavn Počet diváků: 153 Rozhodčí: Yousef Belkhiri, Sid Ali Hamidi |
| 1. prosince 2023 20:30 | 3× 2×      | Report  | 3×         | Arena Nord, Frederikshavn Počet diváků: 153 Rozhodčí: Yousef Belkhiri, Sid Ali Hamidi |

| 3. prosince 2023 15:30 | Ukrajina             | 37–24   | Kazachstán | Arena Nord, Frederikshavn Počet diváků: 1 067 Rozhodčí: Cheng Yufeng, Zhou Yunle |
| 3. prosince 2023 15:30 | Andriychuk, Shukal 8 | (19–12) | Khardina 6 | Arena Nord, Frederikshavn Počet diváků: 1 067 Rozhodčí: Cheng Yufeng, Zhou Yunle |
| 3. prosince 2023 15:30 | 3×                   | Report  | 5×         | Arena Nord, Frederikshavn Počet diváků: 1 067 Rozhodčí: Cheng Yufeng, Zhou Yunle |

| 3. prosince 2023 18:00 | Brazílie | 25–27   | Španělsko | Arena Nord, Frederikshavn Počet diváků: 811 Rozhodčí: Yann Carmaux, Julien Mursch |
| 3. prosince 2023 18:00 | Belo 8   | (12–16) | Arcos 5   | Arena Nord, Frederikshavn Počet diváků: 811 Rozhodčí: Yann Carmaux, Julien Mursch |
| 3. prosince 2023 18:00 | 6×       | Report  | 5× 1×     | Arena Nord, Frederikshavn Počet diváků: 811 Rozhodčí: Yann Carmaux, Julien Mursch |

### Skupina H
| Poř. | tým        | Z | V | R | P | VB  | OB  | +/− | B | výsledek                 |
| ---- | ---------- | - | - | - | - | --- | --- | --- | - | ------------------------ |
| 1.   | Nizozemsko | 3 | 3 | 0 | 0 | 114 | 66  | +48 | 6 | postup do hlavní skupiny |
| 2.   | Česko      | 3 | 2 | 0 | 1 | 83  | 77  | +6  | 4 | postup do hlavní skupiny |
| 3.   | Argentina  | 3 | 1 | 0 | 2 | 79  | 98  | -19 | 2 | postup do hlavní skupiny |
| 4.   | Kongo      | 3 | 0 | 0 | 3 | 68  | 103 | -35 | 0 | Prezidentský pohár       |

| 30. listopadu 2023 18:00 | Nizozemsko | 41–26   | Argentina | Arena Nord, Frederikshavn Počet diváků: 300 Rozhodčí: Jelena Vujačić, Anđelina Kažanegra |
| 30. listopadu 2023 18:00 | Polman 7   | (20–14) | Pizzo 5   | Arena Nord, Frederikshavn Počet diváků: 300 Rozhodčí: Jelena Vujačić, Anđelina Kažanegra |
| 30. listopadu 2023 18:00 | 5×         | Report  | 1×        | Arena Nord, Frederikshavn Počet diváků: 300 Rozhodčí: Jelena Vujačić, Anđelina Kažanegra |

| 30. listopadu 2023 20:30 | Česko        | 32–22   | Kongo      | Arena Nord, Frederikshavn Počet diváků: 200 Rozhodčí: Denis Bolic, Christoph Hurich |
| 30. listopadu 2023 20:30 | Cholevová 11 | (19–11) | Ngombele 9 | Arena Nord, Frederikshavn Počet diváků: 200 Rozhodčí: Denis Bolic, Christoph Hurich |
| 30. listopadu 2023 20:30 | 4×           | Report  | 5× 1×      | Arena Nord, Frederikshavn Počet diváků: 200 Rozhodčí: Denis Bolic, Christoph Hurich |

| 2. prosince 2023 15:30 | Česko  | 31–22   | Argentina        | Arena Nord, Frederikshavn Počet diváků: 711 Rozhodčí: Kristóf Altmár, Márton Horváth |
| 2. prosince 2023 15:30 | Malá 8 | (16–10) | Gavilan, Pizzo 5 | Arena Nord, Frederikshavn Počet diváků: 711 Rozhodčí: Kristóf Altmár, Márton Horváth |
| 2. prosince 2023 15:30 | 7× 1×  | Report  | 3× 1×            | Arena Nord, Frederikshavn Počet diváků: 711 Rozhodčí: Kristóf Altmár, Márton Horváth |

| 2. prosince 2023 18:00 | Kongo        | 20–40  | Nizozemsko     | Arena Nord, Frederikshavn Počet diváků: 527 Rozhodčí: Maali Al-Enezi, Dalal Al-Naseem |
| 2. prosince 2023 18:00 | Diagouraga 7 | (9–20) | van Wetering 8 | Arena Nord, Frederikshavn Počet diváků: 527 Rozhodčí: Maali Al-Enezi, Dalal Al-Naseem |
| 2. prosince 2023 18:00 | 6× 1×        | Report | 1×             | Arena Nord, Frederikshavn Počet diváků: 527 Rozhodčí: Maali Al-Enezi, Dalal Al-Naseem |

| 4. prosince 2023 18:00 | Argentina  | 31–26   | Kongo        | Arena Nord, Frederikshavn Počet diváků: 507 Rozhodčí: Novica Mitrović, Miljan Vešović |
| 4. prosince 2023 18:00 | Casasola 7 | (14–15) | Diagouraga 8 | Arena Nord, Frederikshavn Počet diváků: 507 Rozhodčí: Novica Mitrović, Miljan Vešović |
| 4. prosince 2023 18:00 | 3×         | Report  | 7× 1×        | Arena Nord, Frederikshavn Počet diváků: 507 Rozhodčí: Novica Mitrović, Miljan Vešović |

| 4. prosince 2023 20:30 | Nizozemsko     | 33–20  | Česko       | Arena Nord, Frederikshavn Počet diváků: 674 Rozhodčí: Yousef Belkhiri, Sid Ali Hamidi |
| 4. prosince 2023 20:30 | van Wetering 7 | (14–8) | Cholevová 6 | Arena Nord, Frederikshavn Počet diváků: 674 Rozhodčí: Yousef Belkhiri, Sid Ali Hamidi |
| 4. prosince 2023 20:30 | 5×             | Report | 2×          | Arena Nord, Frederikshavn Počet diváků: 674 Rozhodčí: Yousef Belkhiri, Sid Ali Hamidi |

## Prezidentský pohár

### Skupina I
| Poř. | tým      | Z | V | R | P | VB | OB | +/− | B | výsledek    |
| ---- | -------- | - | - | - | - | -- | -- | --- | - | ----------- |
| 1.   | Island   | 3 | 3 | 0 | 0 | 92 | 56 | +36 | 6 | o 25. místo |
| 2.   | Čína     | 3 | 2 | 0 | 1 | 78 | 74 | +4  | 4 | o 27. místo |
| 3.   | Paraguay | 3 | 1 | 0 | 2 | 60 | 67 | -7  | 2 | o 29. místo |
| 4.   | Grónsko  | 3 | 0 | 0 | 3 | 57 | 90 | -33 | 0 | o 31. místo |

| 7. prosince 2023 13:00 | Čína       | 23–20  | Paraguay             | Arena Nord, Frederikshavn Počet diváků: 254 Rozhodčí: Kristóf Altmár, Márton Horváth |
| 7. prosince 2023 13:00 | Mengqing 6 | (9–10) | Fernández, Insfrán 6 | Arena Nord, Frederikshavn Počet diváků: 254 Rozhodčí: Kristóf Altmár, Márton Horváth |
| 7. prosince 2023 13:00 | 6× 1×      | Report | 1×                   | Arena Nord, Frederikshavn Počet diváků: 254 Rozhodčí: Kristóf Altmár, Márton Horváth |

| 7. prosince 2023 15:30 | Grónsko | 14–37  | Island           | Arena Nord, Frederikshavn Počet diváků: 702 Rozhodčí: Georgi Doychinov, Yulian Goretsov |
| 7. prosince 2023 15:30 | Holm 4  | (8–19) | Ásgeirsdóttir 10 | Arena Nord, Frederikshavn Počet diváků: 702 Rozhodčí: Georgi Doychinov, Yulian Goretsov |
| 7. prosince 2023 15:30 | 4×      | Report | 2× 1×            | Arena Nord, Frederikshavn Počet diváků: 702 Rozhodčí: Georgi Doychinov, Yulian Goretsov |

| 9. prosince 2023 13:00 | Paraguay  | 19–25  | Island          | Arena Nord, Frederikshavn Počet diváků: 153 Rozhodčí: Cristina Lovin, Simona Stancu |
| 9. prosince 2023 13:00 | Insfrán 7 | (9–13) | Albertsdóttir 7 | Arena Nord, Frederikshavn Počet diváků: 153 Rozhodčí: Cristina Lovin, Simona Stancu |
| 9. prosince 2023 13:00 | 5× 1×     | Report | 5× 1×           | Arena Nord, Frederikshavn Počet diváků: 153 Rozhodčí: Cristina Lovin, Simona Stancu |

| 9. prosince 2023 15:30 | Čína   | 32–24  | Grónsko          | Arena Nord, Frederikshavn Počet diváků: 455 Rozhodčí: Heidy El-Saied, Yasmina El-Saied |
| 9. prosince 2023 15:30 | Chan 7 | (17–8) | Holm, Petersen 4 | Arena Nord, Frederikshavn Počet diváků: 455 Rozhodčí: Heidy El-Saied, Yasmina El-Saied |
| 9. prosince 2023 15:30 | 3×     | Report | 4×               | Arena Nord, Frederikshavn Počet diváků: 455 Rozhodčí: Heidy El-Saied, Yasmina El-Saied |

| 11. prosince 2023 13:00 | Island                        | 30–23   | Čína       | Arena Nord, Frederikshavn Počet diváků: 134 Rozhodčí: Andrej Budzák, Michal Záhradník |
| 11. prosince 2023 13:00 | Erlingsdóttir, Magnúsdóttir 6 | (13–11) | Mengqing 7 | Arena Nord, Frederikshavn Počet diváků: 134 Rozhodčí: Andrej Budzák, Michal Záhradník |
| 11. prosince 2023 13:00 | 2×                            | Report  | 2× 1×      | Arena Nord, Frederikshavn Počet diváků: 134 Rozhodčí: Andrej Budzák, Michal Záhradník |

| 11. prosince 2023 15:30 | Paraguay  | 21–19  | Grónsko  | Arena Nord, Frederikshavn Počet diváků: 332 Rozhodčí: Maali Al-Enezi, Dalal Al-Naseem |
| 11. prosince 2023 15:30 | Mendoza 6 | (11–9) | Bjerge 4 | Arena Nord, Frederikshavn Počet diváků: 332 Rozhodčí: Maali Al-Enezi, Dalal Al-Naseem |
| 11. prosince 2023 15:30 | 1×        | Report | 4×       | Arena Nord, Frederikshavn Počet diváků: 332 Rozhodčí: Maali Al-Enezi, Dalal Al-Naseem |

### Skupina II
| Poř. | tým        | Z | V | R | P | VB | OB | +/− | B | výsledek    |
| ---- | ---------- | - | - | - | - | -- | -- | --- | - | ----------- |
| 1.   | Chile      | 1 | 1 | 0 | 0 | 30 | 20 | +10 | 2 | o 25. místo |
| 2.   | Kongo      | 1 | 1 | 0 | 0 | 37 | 36 | +1  | 2 | o 27. místo |
| 3.   | Kazachstán | 1 | 0 | 0 | 1 | 36 | 37 | -1  | 0 | o 29. místo |
| 4.   | Írán       | 1 | 0 | 0 | 1 | 20 | 30 | -10 | 0 | o 31. místo |

| 6. prosince 2023 13:00 | Kazachstán             | 36–37   | Kongo        | Arena Nord, Frederikshavn Počet diváků: 633 Rozhodčí: Cheng Yufeng, Zhou Yunle |
| 6. prosince 2023 13:00 | Radayeva, Rejemetova 9 | (18–15) | Diagouraga 8 | Arena Nord, Frederikshavn Počet diváků: 633 Rozhodčí: Cheng Yufeng, Zhou Yunle |
| 6. prosince 2023 13:00 |                        | Report  | 4×           | Arena Nord, Frederikshavn Počet diváků: 633 Rozhodčí: Cheng Yufeng, Zhou Yunle |

| 7. prosince 2023 18:00 | Chile    | 30–20  | Írán     | Arena Nord, Frederikshavn Počet diváků: 220 Rozhodčí: Cheng Yufeng, Zhou Yunle |
| 7. prosince 2023 18:00 | Lovera 6 | (14–6) | Merikh 8 | Arena Nord, Frederikshavn Počet diváků: 220 Rozhodčí: Cheng Yufeng, Zhou Yunle |
| 7. prosince 2023 18:00 | 2× 1×    | Report | 2×       | Arena Nord, Frederikshavn Počet diváků: 220 Rozhodčí: Cheng Yufeng, Zhou Yunle |

| 9. prosince 2023 18:00 | Chile | vs. | Kazachstán | Arena Nord, Frederikshavn |
| 9. prosince 2023 18:00 |       |     |            | Arena Nord, Frederikshavn |
| 9. prosince 2023 18:00 |       |     |            | Arena Nord, Frederikshavn |

| 9. prosince 2023 20:30 | Írán | vs. | Kongo | Arena Nord, Frederikshavn |
| 9. prosince 2023 20:30 |      |     |       | Arena Nord, Frederikshavn |
| 9. prosince 2023 20:30 |      |     |       | Arena Nord, Frederikshavn |

| 11. prosince 2023 18:00 | Kongo | vs. | Chile | Arena Nord, Frederikshavn |
| 11. prosince 2023 18:00 |       |     |       | Arena Nord, Frederikshavn |
| 11. prosince 2023 18:00 |       |     |       | Arena Nord, Frederikshavn |

| 11. prosince 2023 20:30 | Írán | vs. | Kazachstán | Arena Nord, Frederikshavn |
| 11. prosince 2023 20:30 |      |     |            | Arena Nord, Frederikshavn |
| 11. prosince 2023 20:30 |      |     |            | Arena Nord, Frederikshavn |

### O 31. místo
| 13. prosince 2023 13:00 | I4 | vs. | II4 | Arena Nord, Frederikshavn |
| 13. prosince 2023 13:00 |    |     |     | Arena Nord, Frederikshavn |
| 13. prosince 2023 13:00 |    |     |     | Arena Nord, Frederikshavn |

### O 29. místo
| 13. prosince 2023 15:30 | I3 | vs. | II3 | Arena Nord, Frederikshavn |
| 13. prosince 2023 15:30 |    |     |     | Arena Nord, Frederikshavn |
| 13. prosince 2023 15:30 |    |     |     | Arena Nord, Frederikshavn |

### O 27. místo
| 13. prosince 2023 18:00 | I2 | vs. | II2 | Arena Nord, Frederikshavn |
| 13. prosince 2023 18:00 |    |     |     | Arena Nord, Frederikshavn |
| 13. prosince 2023 18:00 |    |     |     | Arena Nord, Frederikshavn |

### O 25. místo
| 13. prosince 2023 20:30 | I1 | vs. | II1 | Arena Nord, Frederikshavn |
| 13. prosince 2023 20:30 |    |     |     | Arena Nord, Frederikshavn |
| 13. prosince 2023 20:30 |    |     |     | Arena Nord, Frederikshavn |

## Hlavní skupina

### Skupina I
| Poř. | tým        | Z | V | R | P | VB | OB  | +/− | B | výsledek              |
| ---- | ---------- | - | - | - | - | -- | --- | --- | - | --------------------- |
| 1.   | Švédsko    | 3 | 3 | 0 | 0 | 85 | 48  | +37 | 6 | postup do čtvrtfinále |
| 2.   | Maďarsko   | 3 | 2 | 0 | 1 | 87 | 64  | +23 | 4 | postup do čtvrtfinále |
| 3.   | Černá Hora | 3 | 2 | 0 | 1 | 74 | 55  | +19 | 4 |                       |
| 4.   | Chorvatsko | 3 | 1 | 1 | 1 | 65 | 69  | -4  | 3 |                       |
| 5.   | Senegal    | 3 | 0 | 1 | 2 | 60 | 78  | -18 | 1 |                       |
| 6.   | Kamerun    | 3 | 0 | 0 | 3 | 44 | 101 | -57 | 0 |                       |

| 7. prosince 2023 15:30 | Černá Hora | 25–26   | Chorvatsko | Scandinavium, Göteborg Počet diváků: 1 089 Rozhodčí: Javier Álvarez, Ion Bustamante |
| 7. prosince 2023 15:30 | Grbić 5    | (13–13) | Blažević 6 | Scandinavium, Göteborg Počet diváků: 1 089 Rozhodčí: Javier Álvarez, Ion Bustamante |
| 7. prosince 2023 15:30 | 4× 2× 1×   | Report  | 4× 1×      | Scandinavium, Göteborg Počet diváků: 1 089 Rozhodčí: Javier Álvarez, Ion Bustamante |

| 7. prosince 2023 18:00 | Senegal | vs. | Maďarsko | Scandinavium, Göteborg |
| 7. prosince 2023 18:00 |         |     |          | Scandinavium, Göteborg |
| 7. prosince 2023 18:00 |         |     |          | Scandinavium, Göteborg |

| 7. prosince 2023 20:30 | Švédsko | vs. | Kamerun | Scandinavium, Göteborg |
| 7. prosince 2023 20:30 |         |     |         | Scandinavium, Göteborg |
| 7. prosince 2023 20:30 |         |     |         | Scandinavium, Göteborg |

| 9. prosince 2023 15:30 | Senegal | vs. | Černá Hora | Scandinavium, Göteborg |
| 9. prosince 2023 15:30 |         |     |            | Scandinavium, Göteborg |
| 9. prosince 2023 15:30 |         |     |            | Scandinavium, Göteborg |

| 9. prosince 2023 18:00 | Chorvatsko | vs. | Kamerun | Scandinavium, Göteborg |
| 9. prosince 2023 18:00 |            |     |         | Scandinavium, Göteborg |
| 9. prosince 2023 18:00 |            |     |         | Scandinavium, Göteborg |

| 9. prosince 2023 20:30 | Maďarsko | vs. | Švédsko | Scandinavium, Göteborg |
| 9. prosince 2023 20:30 |          |     |         | Scandinavium, Göteborg |
| 9. prosince 2023 20:30 |          |     |         | Scandinavium, Göteborg |

| 11. prosince 2023 15:30 | Kamerun | vs. | Senegal | Scandinavium, Göteborg |
| 11. prosince 2023 15:30 |         |     |         | Scandinavium, Göteborg |
| 11. prosince 2023 15:30 |         |     |         | Scandinavium, Göteborg |

| 11. prosince 2023 18:00 | Maďarsko | vs. | Chorvatsko | Scandinavium, Göteborg |
| 11. prosince 2023 18:00 |          |     |            | Scandinavium, Göteborg |
| 11. prosince 2023 18:00 |          |     |            | Scandinavium, Göteborg |

| 11. prosince 2023 20:30 | Černá Hora | vs. | Švédsko | Scandinavium, Göteborg |
| 11. prosince 2023 20:30 |            |     |         | Scandinavium, Göteborg |
| 11. prosince 2023 20:30 |            |     |         | Scandinavium, Göteborg |

### Skupina II
| Poř. | tým         | Z | V | R | P | VB  | OB  | +/− | B | výsledek              |
| ---- | ----------- | - | - | - | - | --- | --- | --- | - | --------------------- |
| 1.   | Francie     | 3 | 3 | 0 | 0 | 102 | 83  | +19 | 6 | postup do čtvrtfinále |
| 2.   | Norsko      | 2 | 2 | 0 | 0 | 78  | 51  | +27 | 4 | postup do čtvrtfinále |
| 3.   | Slovinsko   | 3 | 2 | 0 | 1 | 88  | 82  | +6  | 4 |                       |
| 4.   | Rakousko    | 3 | 1 | 0 | 2 | 85  | 115 | -30 | 2 |                       |
| 5.   | Angola      | 2 | 0 | 0 | 2 | 53  | 60  | -7  | 0 |                       |
| 6.   | Jižní Korea | 3 | 0 | 0 | 3 | 79  | 94  | -15 | 0 |                       |

| 6. prosince 2023 15:30 | Jižní Korea | vs. | Slovinsko | Trondheim Spektrum, Trondheim |
| 6. prosince 2023 15:30 |             |     |           | Trondheim Spektrum, Trondheim |
| 6. prosince 2023 15:30 |             |     |           | Trondheim Spektrum, Trondheim |

| 6. prosince 2023 18:00 | Francie | vs. | Rakousko | Trondheim Spektrum, Trondheim |
| 6. prosince 2023 18:00 |         |     |          | Trondheim Spektrum, Trondheim |
| 6. prosince 2023 18:00 |         |     |          | Trondheim Spektrum, Trondheim |

| 6. prosince 2023 20:30 | Norsko | vs. | Angola | Trondheim Spektrum, Trondheim |
| 6. prosince 2023 20:30 |        |     |        | Trondheim Spektrum, Trondheim |
| 6. prosince 2023 20:30 |        |     |        | Trondheim Spektrum, Trondheim |

| 8. prosince 2023 15:30 | Rakousko | vs. | Angola | Trondheim Spektrum, Trondheim |
| 8. prosince 2023 15:30 |          |     |        | Trondheim Spektrum, Trondheim |
| 8. prosince 2023 15:30 |          |     |        | Trondheim Spektrum, Trondheim |

| 8. prosince 2023 18:00 | Jižní Korea | vs. | Francie | Trondheim Spektrum, Trondheim |
| 8. prosince 2023 18:00 |             |     |         | Trondheim Spektrum, Trondheim |
| 8. prosince 2023 18:00 |             |     |         | Trondheim Spektrum, Trondheim |

| 8. prosince 2023 20:30 | Slovinsko | vs. | Norsko | Trondheim Spektrum, Trondheim |
| 8. prosince 2023 20:30 |           |     |        | Trondheim Spektrum, Trondheim |
| 8. prosince 2023 20:30 |           |     |        | Trondheim Spektrum, Trondheim |

| 10. prosince 2023 15:30 | Angola | vs. | Jižní Korea | Trondheim Spektrum, Trondheim |
| 10. prosince 2023 15:30 |        |     |             | Trondheim Spektrum, Trondheim |
| 10. prosince 2023 15:30 |        |     |             | Trondheim Spektrum, Trondheim |

| 10. prosince 2023 18:00 | Slovinsko | vs. | Rakousko | Trondheim Spektrum, Trondheim |
| 10. prosince 2023 18:00 |           |     |          | Trondheim Spektrum, Trondheim |
| 10. prosince 2023 18:00 |           |     |          | Trondheim Spektrum, Trondheim |

| 10. prosince 2023 20:30 | Francie | vs. | Norsko | Trondheim Spektrum, Trondheim |
| 10. prosince 2023 20:30 |         |     |        | Trondheim Spektrum, Trondheim |
| 10. prosince 2023 20:30 |         |     |        | Trondheim Spektrum, Trondheim |

### Skupina III
| Poř. | tým      | Z | V | R | P | VB | OB | +/− | B | výsledek              |
| ---- | -------- | - | - | - | - | -- | -- | --- | - | --------------------- |
| 1.   | Dánsko   | 2 | 2 | 0 | 0 | 64 | 44 | +20 | 4 | postup do čtvrtfinále |
| 2.   | Německo  | 2 | 2 | 0 | 0 | 64 | 47 | +17 | 4 | postup do čtvrtfinále |
| 3.   | Rumunsko | 2 | 1 | 0 | 1 | 60 | 67 | -7  | 2 |                       |
| 4.   | Polsko   | 2 | 1 | 0 | 1 | 49 | 63 | -14 | 2 |                       |
| 5.   | Japonsko | 2 | 0 | 0 | 2 | 60 | 63 | -3  | 0 |                       |
| 6.   | Srbsko   | 2 | 0 | 0 | 2 | 49 | 62 | -13 | 0 |                       |

| 7. prosince 2023 15:30 | Srbsko | vs. | Polsko | Jyske Bank Boxen, Herning |
| 7. prosince 2023 15:30 |        |     |        | Jyske Bank Boxen, Herning |
| 7. prosince 2023 15:30 |        |     |        | Jyske Bank Boxen, Herning |

| 7. prosince 2023 18:00 | Německo | vs. | Rumunsko | Jyske Bank Boxen, Herning |
| 7. prosince 2023 18:00 |         |     |          | Jyske Bank Boxen, Herning |
| 7. prosince 2023 18:00 |         |     |          | Jyske Bank Boxen, Herning |

| 7. prosince 2023 20:30 | Dánsko | vs. | Japonsko | Jyske Bank Boxen, Herning |
| 7. prosince 2023 20:30 |        |     |          | Jyske Bank Boxen, Herning |
| 7. prosince 2023 20:30 |        |     |          | Jyske Bank Boxen, Herning |

| 9. prosince 2023 15:30 | Rumunsko | vs. | Japonsko | Jyske Bank Boxen, Herning |
| 9. prosince 2023 15:30 |          |     |          | Jyske Bank Boxen, Herning |
| 9. prosince 2023 15:30 |          |     |          | Jyske Bank Boxen, Herning |

| 9. prosince 2023 18:00 | Srbsko | vs. | Německo | Jyske Bank Boxen, Herning |
| 9. prosince 2023 18:00 |        |     |         | Jyske Bank Boxen, Herning |
| 9. prosince 2023 18:00 |        |     |         | Jyske Bank Boxen, Herning |

| 9. prosince 2023 20:30 | Polsko | vs. | Dánsko | Jyske Bank Boxen, Herning |
| 9. prosince 2023 20:30 |        |     |        | Jyske Bank Boxen, Herning |
| 9. prosince 2023 20:30 |        |     |        | Jyske Bank Boxen, Herning |

| 11. prosince 2023 15:30 | Japonsko | vs. | Srbsko | Jyske Bank Boxen, Herning |
| 11. prosince 2023 15:30 |          |     |        | Jyske Bank Boxen, Herning |
| 11. prosince 2023 15:30 |          |     |        | Jyske Bank Boxen, Herning |

| 11. prosince 2023 18:00 | Polsko | vs. | Rumunsko | Jyske Bank Boxen, Herning |
| 11. prosince 2023 18:00 |        |     |          | Jyske Bank Boxen, Herning |
| 11. prosince 2023 18:00 |        |     |          | Jyske Bank Boxen, Herning |

| 11. prosince 2023 20:30 | Německo | vs. | Dánsko | Jyske Bank Boxen, Herning |
| 11. prosince 2023 20:30 |         |     |        | Jyske Bank Boxen, Herning |
| 11. prosince 2023 20:30 |         |     |        | Jyske Bank Boxen, Herning |

### Skupina IV
| Poř. | tým        | Z | V | R | P | VB | OB  | +/− | B | výsledek              |
| ---- | ---------- | - | - | - | - | -- | --- | --- | - | --------------------- |
| 1.   | Španělsko  | 3 | 3 | 0 | 0 | 89 | 68  | +21 | 6 | postup do čtvrtfinále |
| 2.   | Nizozemsko | 2 | 2 | 0 | 0 | 74 | 46  | +28 | 4 | postup do čtvrtfinále |
| 3.   | Česko      | 3 | 2 | 0 | 1 | 81 | 78  | +3  | 4 |                       |
| 4.   | Brazílie   | 2 | 1 | 0 | 1 | 60 | 47  | +13 | 2 |                       |
| 5.   | Argentina  | 3 | 0 | 0 | 3 | 71 | 102 | -31 | 0 |                       |
| 6.   | Ukrajina   | 3 | 0 | 0 | 3 | 63 | 97  | -34 | 0 |                       |

| 6. prosince 2023 15:30 | Ukrajina | vs. | Česko | Arena Nord, Frederikshavn |
| 6. prosince 2023 15:30 |          |     |       | Arena Nord, Frederikshavn |
| 6. prosince 2023 15:30 |          |     |       | Arena Nord, Frederikshavn |

| 6. prosince 2023 18:00 | Španělsko | vs. | Argentina | Arena Nord, Frederikshavn |
| 6. prosince 2023 18:00 |           |     |           | Arena Nord, Frederikshavn |
| 6. prosince 2023 18:00 |           |     |           | Arena Nord, Frederikshavn |

| 6. prosince 2023 20:30 | Nizozemsko | vs. | Brazílie | Arena Nord, Frederikshavn |
| 6. prosince 2023 20:30 |            |     |          | Arena Nord, Frederikshavn |
| 6. prosince 2023 20:30 |            |     |          | Arena Nord, Frederikshavn |

| 8. prosince 2023 15:30 | Brazílie | vs. | Argentina | Arena Nord, Frederikshavn |
| 8. prosince 2023 15:30 |          |     |           | Arena Nord, Frederikshavn |
| 8. prosince 2023 15:30 |          |     |           | Arena Nord, Frederikshavn |

| 8. prosince 2023 18:00 | Česko | vs. | Španělsko | Arena Nord, Frederikshavn |
| 8. prosince 2023 18:00 |       |     |           | Arena Nord, Frederikshavn |
| 8. prosince 2023 18:00 |       |     |           | Arena Nord, Frederikshavn |

| 8. prosince 2023 20:30 | Ukrajina | vs. | Nizozemsko | Arena Nord, Frederikshavn |
| 8. prosince 2023 20:30 |          |     |            | Arena Nord, Frederikshavn |
| 8. prosince 2023 20:30 |          |     |            | Arena Nord, Frederikshavn |

| 10. prosince 2023 12:00 | Argentina | vs. | Ukrajina | Arena Nord, Frederikshavn |
| 10. prosince 2023 12:00 |           |     |          | Arena Nord, Frederikshavn |
| 10. prosince 2023 12:00 |           |     |          | Arena Nord, Frederikshavn |

| 10. prosince 2023 14:15 | Česko | vs. | Brazílie | Arena Nord, Frederikshavn |
| 10. prosince 2023 14:15 |       |     |          | Arena Nord, Frederikshavn |
| 10. prosince 2023 14:15 |       |     |          | Arena Nord, Frederikshavn |

| 10. prosince 2023 16:30 | Nizozemsko | vs. | Španělsko | Arena Nord, Frederikshavn |
| 10. prosince 2023 16:30 |            |     |           | Arena Nord, Frederikshavn |
| 10. prosince 2023 16:30 |            |     |           | Arena Nord, Frederikshavn |

## Vyřazovací fáze

### Čtvrtfinále
| 12. prosince 2023 17:30 | Francie | 33–22 | Česko | Trondheim Spektrum, Trondheim |
| 12. prosince 2023 17:30 |         |       |       | Trondheim Spektrum, Trondheim |
| 12. prosince 2023 17:30 |         |       |       | Trondheim Spektrum, Trondheim |

| 12. prosince 2023 20:30 | Nizozemsko | 23–30 | Norsko | Trondheim Spektrum, Trondheim |
| 12. prosince 2023 20:30 |            |       |        | Trondheim Spektrum, Trondheim |
| 12. prosince 2023 20:30 |            |       |        | Trondheim Spektrum, Trondheim |

| 13. prosince 2023 17:30 | Švédsko | 27–20 | Německo | Jyske Bank Boxen, Herning |
| 13. prosince 2023 17:30 |         |       |         | Jyske Bank Boxen, Herning |
| 13. prosince 2023 17:30 |         |       |         | Jyske Bank Boxen, Herning |

| 13. prosince 2023 20:30 | Dánsko | 26–24 | Černá Hora | Jyske Bank Boxen, Herning |
| 13. prosince 2023 20:30 |        |       |            | Jyske Bank Boxen, Herning |
| 13. prosince 2023 20:30 |        |       |            | Jyske Bank Boxen, Herning |

### O 5.–8. místo
| 15. prosince 2023 11:30 | Německo | 32–26 | Česko | Jyske Bank Boxen, Herning |
| 15. prosince 2023 11:30 |         |       |       | Jyske Bank Boxen, Herning |
| 15. prosince 2023 11:30 |         |       |       | Jyske Bank Boxen, Herning |

| 15. prosince 2023 14:30 | Černá Hora | 25–28 | Nizozemsko | Jyske Bank Boxen, Herning |
| 15. prosince 2023 14:30 |            |       |            | Jyske Bank Boxen, Herning |
| 15. prosince 2023 14:30 |            |       |            | Jyske Bank Boxen, Herning |

### Semifinále
| 15. prosince 2023 17:30 | Dánsko | 28–29 | Norsko | Jyske Bank Boxen, Herning |
| 15. prosince 2023 17:30 |        |       |        | Jyske Bank Boxen, Herning |
| 15. prosince 2023 17:30 |        |       |        | Jyske Bank Boxen, Herning |

| 15. prosince 2023 20:30 | Švédsko | 28–37 | Francie | Jyske Bank Boxen, Herning |
| 15. prosince 2023 20:30 |         |       |         | Jyske Bank Boxen, Herning |
| 15. prosince 2023 20:30 |         |       |         | Jyske Bank Boxen, Herning |

### O 7. místo
| 17. prosince 2023 10:15 | Česko | 24–28 | Černá Hora | Jyske Bank Boxen, Herning |
| 17. prosince 2023 10:15 |       |       |            | Jyske Bank Boxen, Herning |
| 17. prosince 2023 10:15 |       |       |            | Jyske Bank Boxen, Herning |

### O 5. místo
| 17. prosince 2023 13:00 | Německo | 26–30 | Nizozemsko | Jyske Bank Boxen, Herning |
| 17. prosince 2023 13:00 |         |       |            | Jyske Bank Boxen, Herning |
| 17. prosince 2023 13:00 |         |       |            | Jyske Bank Boxen, Herning |

### O 3. místo
| 17. prosince 2023 16:00 | Švédsko | 27–28 | Dánsko | Jyske Bank Boxen, Herning |
| 17. prosince 2023 16:00 |         |       |        | Jyske Bank Boxen, Herning |
| 17. prosince 2023 16:00 |         |       |        | Jyske Bank Boxen, Herning |

### Finále
| 17. prosince 2023 19:00 | Francie | 31–28 | Norsko | Jyske Bank Boxen, Herning |
| 17. prosince 2023 19:00 |         |       |        | Jyske Bank Boxen, Herning |
| 17. prosince 2023 19:00 |         |       |        | Jyske Bank Boxen, Herning |

## Konečné pořadí
| Poř.             | tým         |
| ---------------- | ----------- |
| Zlatá medaile    | Francie     |
| Stříbrná medaile | Norsko      |
| Bronzová medaile | Dánsko      |
| 4                | Švédsko     |
| 5                | Nizozemsko  |
| 6                | Německo     |
| 7                | Černá Hora  |
| 8                | Česko       |
| 9                | Brazílie    |
| 10               | Maďarsko    |
| 11               | Slovinsko   |
| 12               | Rumunsko    |
| 13               | Španělsko   |
| 14               | Chorvatsko  |
| 15               | Angola      |
| 16               | Polsko      |
| 17               | Japonsko    |
| 18               | Senegal     |
| 19               | Rakousko    |
| 20               | Argentina   |
| 21               | Srbsko      |
| 22               | Jižní Korea |
| 23               | Ukrajina    |
| 24               | Kamerun     |
| 25               | Island      |
| 26               | Kongo       |
| 27               | Chile       |
| 28               | Čína        |
| 29               | Paraguay    |
| 30               | Kazachstán  |
| 31               | Írán        |
| 32               | Grónsko     |